# Angers Sporting Club Ouest
Angers Sporting Club de l'Ouest, comúnmente conocido como Angers SCO, es un club de fútbol francés de la ciudad de Angers en Maine y Loira. Fue fundado en 1919 y desde la temporada 2024-25, compite en la Ligue 1, la primera división del fútbol nacional.

## Uniforme
- Uniforme titular: Camiseta a rayas negras y blancas, pantalón y medias negras.
- Uniforme alternativo: Camiseta, pantalón y medias blancas.

## Palmarés

### Torneos nacionales
- Subcampeón de la Copa de Francia en 1957 y 2017

## Participación en competiciones europeas
| Temporada | Competición | Ronda | Club          | Cómputo global | Ida     | Fuera   |
| --------- | ----------- | ----- | ------------- | -------------- | ------- | ------- |
| 1972/73   | Copa UEFA   | 1     | Dynamo Berlín | 2-3            | 1-1 (C) | 1-2 (F) |

## Rivalidades
Su máximo rival es FC Nantes.
También tiene gran rivalidad con Stade Laval.